# Thad Jones
Thaddeus Joseph "Thad" Jones (Pontiac, 28 de març de 1923 - Copenhaguen, 20 d'agost de 1986) fou un trompetista, cornetista i compositor/arranjador estatunidenc de jazz. La seva trajectòria s'ajusta estilísticament als períodes del bop i del hardbop, encara que es va mantenir sempre proper al mainstream.

## Biografia
Thad Jones (germà dels altres músics de jazz Hank Jones i Elvin Jones) va tenir una carrera molt productiva. Autodidacte en l'aprenentatge de la trompeta, va començar a tocar professionalment quan tenia 16 anys amb Hank Jones i Sonny Stitt. Després del servei militar (1943-46), Jones va treballar en bandes regionals en el Midwest. Durant els anys 1950-1953 va actuar regularment amb el quintet de Billy Mitchell a Detroit i va fer alguns enregistraments amb Charles Mingus (1954-1955). Jones es va fer conegut durant la seva llarga etapa amb l'orquestra de Count Basie (1954-1963). Mentre hi va estar, Jones va tenir l'oportunitat d'escriure alguns arranjaments i després de 1963 va exercir com a arranjador de forma individual.
Es va unir al grup directiu de la CBS, va coliderar un quintet amb Pepper Adams i cap a finals de 1963 va organitzar una big band amb el bateria Mel Lewis que des de febrer de 1966 va tocar tots els dilluns a la nit en el Village Vanguard. Durant la dècada següent, l'orquestra es va fer famosa i va permetre a Jones seguir escrivint. Va compondre un estàndard («A Child Is Born») a més de diversos temes com «Fingers», «Little Pixie» i «Tiptoe». El 1978, Jones va sorprendre Lewis abandonant el grup i anant-se'n a Dinamarca, fet que mai va explicar. Va escriure per a orquestres de ràdio i va liderar el seu propi grup anomenat Eclipse. A finals de 1984, Jones va liderar l'orquestra de Count Basie però en un any la malaltia el retirà.